# زلترس (تاونوس)
زلترس (به آلمانی: Selters) یک شهر در آلمان است که در لیمبرگ-وایلبورگ واقع شده‌است. زلترس ۸٬۲۱۵ نفر جمعیت دارد.